# بوبي كرامر
بوبي كرامر (بالإنجليزية: Bobby Cramer)‏ هو لاعب كرة قاعدة أمريكي، ولد في 28 أكتوبر 1979 في آناهايم في الولايات المتحدة.

## وصلات خارجية
- بوبي كرامر على موقع دوري كرة القاعدة الرئيسي (الإنجليزية)
- بوبي كرامر على موقع الدوري الياباني لكرة القاعدة (الإنجليزية)
- بوبي كرامر على موقعبيزبول رفرنس.كوم (الدوري الرئيسي) (الإنجليزية)
- بوبي كرامر على موقعبيزبول رفرنس.كوم (الدوري الثانوي) (الإنجليزية)
- بوبي كرامر على موقع إي إس بي إن.كوم (أم.أل.بي) (الإنجليزية)
- بوبي كرامر على موقع مشجعي الرسوم البيانية (الإنجليزية)